# Olsztynek
Olsztynek (in tedesco Hohenstein) è un comune urbano-rurale polacco del distretto di Olsztyn, nel voivodato della Varmia-Masuria.
Ricopre una superficie di 372,03 km² e nel 2004 contava 13 717 abitanti.